# Hana Kimura
Hana Kimura (木村花 Kimura Hana?, Yokohama, Kanagawa, 3 de septiembre de 1997-Kōtō, Tokio, 23 de mayo de 2020) fue una luchadora profesional joshi puroresu japonesa. Trabajó para empresas nativas de su país como World Wonder Ring Stardom de 2016 a 2020, y Wrestle-1, además de haber hecho apariciones para empresas extranjeras como Ring of Honor, Pro-Wrestling: EVE, y algunas promociones independientes en México. Luchadora de segunda generación, fue hija de Kyoko Kimura, exluchadora profesional. Entre sus logros como luchadora, destaca haber sido dos veces Campeona Artística de Stardom y una vez Campeona de las Diosas de Stardom.
Formó parte del elenco en el programa de telerrealidad transmitido en Fuji Television y Netflix titulado Terrace House: Tokyo 2019–2020, la cual fue la quinta entrega de la franquicia Terrace House. 

## Primeros años
Hana Kimura nació el 3 de septiembre de 1997 en Yokohama, Japón. Fue hija de Kyoko Kimura, también luchadora profesional y artista marcial mixta, quien tuvo una carrera de 14 años previo a su retiro en 2017. Antes de que cumpliera un año de edad, fue separada de su padre. La identidad de su padre biológico no es públicamente conocida, pero Kimura mencionó en entrevistas que era de nacionalidad indonesia y por eso ella se refería a sí misma como indonesia-japonesa. Siendo pequeña, sufrió de bullying debido a su herencia étnica mixta.

## Carrera como luchadora profesional

### Inicios, entrenamiento y debut (2005, 2015-2016)
Antes de su carrera como luchadora profesional, Kimura con ocho años de edad, ganó el Campeonato Ironman Heavymetalweight de DDT una vez el 21 de agosto de 2005, en un evento en vivo en Tokio, para inmediatamente después perder el título contra su madre Kyoko.
En 2015, fue entrenada en la Universidad de Lucha Libre Profesional de Wrestle-1 (la cual además fue una promoción de lucha libre profesional japonesa) y el 30 de marzo de 2016, se graduó de la universidad de entrenamiento para ese mismo día debutar para su promoción de lucha libre también llamada Wrestle-1 en un combate donde Kimura se enfrentó contra quien fuese su compañera de clase Reika Saiki y en el cual fue derrotada. Ambas lucharon una contra la otra en varios combates durante 2016 para Wrestle-1.

### Circuito independiente y Wrestle-1 (2016-2019)
El 18 de septiembre de 2016 en el evento JWP Fly High In The 25th Anniversary - Tag 7, Kimura capturo su primer campeonato, el Campeonato Junior de JWP tras derrotar a Yako Fujigasaki en la final del torneo por el título. Alrededor de este tiempo, Kimura también comenzó a aparecer en la empresa World Wonder Ring Stardom. El 2 de octubre en Stardom, Kimura hizo equipo con el stable heel «Oedo Tai» conformado por su madre Kyoko y la luchadora Kagetsu para enfrentarse a Io Shirai, Kairi Hojo y Mayu Iwatani en un combate por el Campeonato Artístico de Stardom, en el cual fueron victoriosas y capturaron el campeonato. El 28 de diciembre en el evento JWP Climax 2016, Kimura se enfrentó a Yako Fujigasaki en un combate por el Campeonato Junior de JWP, en el cual fue derrotada y perdió el campeonato, terminando su reinado con 101 días.

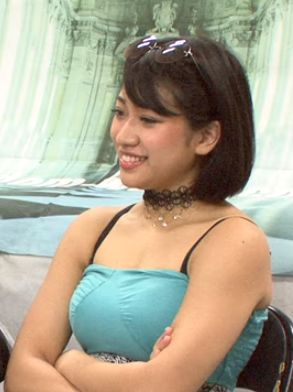
Kimura en 2017.

Durante 2017, Kimura dividió su tiempo entre las empresas Wrestle-1, Sendai Girls' Pro Wrestling y Stardom. El 7 de enero en el evento Stardom New Years Stars 2017 - Tag 2, «Oedo Tai» (Kagetsu, Kyoko Kimura & Viper [quien reemplazo a Hana Kimura debido a una lesión]) se enfrentaron al equipo «Queen's Quest» (HZK, Io Shirai & Momo Watanabe) en un combate por el Campeonato Artístico de Stardom, en el cual fueron derrotadas y perdieron el título, terminando su reinado con 97 días. El 22 de enero, su madre Kyoko se retiró y ella misma realizó un evento especial en torno a su retiro titulado «Last Afro» (en español, Último Afro). En el evento, Kimura hizo equipo con su madre Kyoko y el luchador ISAO en un combate de tríos por equipos, donde fueron derrotados por el equipo de Aja Kong, Meiko Satomura y Minoru Suzuki y después, Kimura y Kyoko se enfrentaron en un combate individual, en el cual Hana salió victoriosa. El 21 de junio en el evento Stardom Galaxy Stars 2017, Kimura hizo equipo con su compañera de «Oedo Tai» Kagetsu para enfrentarse al «Team Jungle» conformado por Hiroyo Matsumoto y Jungle Kyona en un combate por los Campeonatos de las Diosas de Stardom, en el cual fueron victoriosas y capturaron los títulos. El 16 de septiembre, Kimura participó en el evento 5★Star Grand Prix 2017 de Stardom, donde obtuvo 6 puntos antes de ser derrotada por Viper. Junto a Kagetsu, conservó los Campeonatos de las Diosas durante casi un año, defendiéndolos exitosamente contra equipos de luchadoras como Jungle Kyona y HZK, Io Shirai y Viper, Jungle Kyona y Natsuko Tora, HZK y Momo Watanabe, Mayu Iwatani y Tam Nakano.
El 9 de enero de 2018, Kimura se unió oficialmente a la promoción Wrestle-1 y este mismo año, hizo un tour internacional apareciendo en la empresa estadounidense Ring of Honor, la empresa inglesa Pro-Wrestling: EVE y en algunas promociones independientes en México. El 9 de marzo en el evento ROH 16th Anniversary Show, Kimura se enfrentó a Sumie Sakai en un combate de la primera ronda de un torneo para coronar a la primera Campeona Mundial Femenina de Honor, en el cual fue derrotada. El 3 de junio de 2018 en el evento Stardom Queen's Fes In Sapporo, Kimura y Kagetsu perdieron los Campeonatos de las Diosas en un combate contra Mayu Iwatani y Saki Kashima, terminando su reinado con 347 días. El 29 de junio en el evento Best in the World producido por Ring of Honor, como parte de «Oedo Tai» junto a Hazuki y Kagetsu hizo equipo con Kelly Klein en un combate por equipos contra Sumie Sakai, Jenny Rose, Mayu Iwatani y Tenille Dashwood, en el cual fueron derrotadas. En septiembre, Kimura dejó el stable «Oedo Tai» después de atacar y golpear a Kagetsu con una silla. El 24 de septiembre en el evento Stardom 5★Star Grand Prix 2018 - Tag 9, ganó un combate tipo battle royal.
El 21 de marzo de 2019, Kimura anunció que dejaba Wrestle-1.

### World Wonder Ring Stardom (2017-2020)
El 25 de marzo de 2019, se unió oficialmente a la empresa Stardom. El 6 de abril en el evento ROH/NJPW G1 Supercard, Kimura hizo equipo junto a Stella Grey y Sumie Sakai en un combate por equipos contra Jenny Rose y su ex equipo «Oedo Tai» (Kagetsu y Hazuki), en el cual fue victoriosa junto a su equipo. El 14 de abril en el evento Stardom draft 2019, Hana fue nombrada líder de la facción «International Army». El 21 de abril, la facción fue renombrada como «Tokyo Cyber Squad». El 16 de mayo en el evento Stardom Gold May 2019, Kimura capturo por segunda vez el Campeonato Artístico de Stardom junto a sus compañeras de «Tokyo Cyber Squad» (Jungle Kyona y Konami), después de derrotar al equipo «STARS» conformado por Mayu Iwatani, Saki Kashima y Tam Nakano en un combate por el título. En 2019, también obtuvo el premio «Espíritu Luchistico de Stardom». El 23 de junio en el evento Stardom Saki Kashima's Homecoming, Kimura junto a «Tokyo Cyber Squad», se enfrentó nuevamente al equipo «STARS» en un combate por el Campeonato Artístico, en el cual fueron derrotadas y perdieron el título, terminando su reinado con 38 días. El 22 de septiembre, ganó el torneo 5★Star Grand Prix 2019 tras derrotar a Konami en el combate final del torneo.
El 4 de enero de 2020 en el evento NJPW Wrestle Kingdom 14 In Tokyo Dome - Tag 1, Kimura hizo equipo con Giulia en un combate contra Mayu Iwatani y Arisa Hoshiki, en el cual fueron derrotadas. El combate se realizó en el Tokyo Dome y se reportó que fue el primer encuentro entre mujeres realizado en este lugar desde el año 2002. El 24 de marzo, Kimura participó en el Torneo Cinderella 2020 y tuvo su última lucha enfrentándose a Mayu Iwatani en la primera ronda del torneo, con el combate entre ambas terminando en un empate.

## Aparición en Terrace House y otros proyectos
Kimura se unió al reality show Terrace House: Tokyo 2019–2020 en septiembre de 2019, siendo esta la quinta entrega perteneciente a la franquicia Terrace House, apareciendo en el programa hasta su fallecimiento. Un episodio filmado a inicios de enero de 2020, la mostró envuelta en un conflicto verbal con su compañero en el show, Kai Edward Kobayashi, por haber dañado su atuendo de lucha libre. Kai había lavado su ropa sin percatarse que el atuendo de Hana también se encontraba en la lavadora y después de terminar de lavar la ropa, coloco todo lo que había en la secadora, arruinando su atuendo. Después de que el episodio se emitiera en marzo, la discusión provocó que Kimura recibiera críticas, insultos gratuitos y ciberacoso, induciéndola a una depresión.
El lanzamiento de nuevos episodios de Terrace House fue suspendido y más tarde el canal Fuji TV canceló la temporada.
Antes de fallecer, Kimura iba a coprotagonizar en el vídeo musical que se esperaba lanzar en junio de 2020 para el sencillo de la cantante, Ena Fujita, titulado «Dead Stroke».

## Muerte
El 23 de mayo de 2020, se anunció su fallecimiento por suicidio a los veintidós años. Horas antes, Kimura había publicado en sus redes sociales mensajes con intenciones de suicidio, además de imágenes de autolesiones y algunos mensajes de odio que recibía. Escribió los tuits en medio de la noche cuando no había nadie despierto en Japón. Kairi Sane, también luchadora y quien trabajó con ella, estaba despierta pero se encontraba en Estados Unidos por lo que decidió llamarle a la igual luchadora, Jungle Kyona, para ir a revisar qué sucedía, pero cuando Kyona llegó a casa de Hana alrededor de las 4 de la madrugada, ya había fallecido. De acuerdo a su madre Kyoko y al periodista Dave Meltzer, murió a las 4:00 a. m. en Kōtō, Tokio después de haber inhalado sulfuro de hidrógeno, sin más detalles difundidos a petición de su madre. Aunque otras fuentes revelaron que había sido encontrada colapsada sobre su cama con una bolsa de plástico cubriendole la cabeza, y un contenedor aparentemente utilizado para generar gas tóxico fue descubierto en su dormitorio, dentro del cual circulaban sustancias químicas venenosas, además de dejar varias notas suicidas y una de ellas dirigida a su madre en la cual se disculpaba diciendo lo siguiente: «Gracias por darme a luz».
El 15 de diciembre de 2020, la policía anunció que arrestaron a un hombre de veintitantos años por acoso cibernético.

### Funeral
El 30 de mayo, su funeral se llevó a cabo y solamente asistieron amigos, familiares y compañeros de trabajo de Hana a petición de su madre. De acuerdo a Fumi Saito, periodista, autor, historiador de lucha libre en Japón y asistente al funeral, declaró que Kimura fue velada con varias barras de chocolate, su comida chatarra favorita. También comento que estaba vestida con su icónico atuendo de lucha libre color verde neón, el cual llevó puesto en la entonces más reciente portada de la revista Weekly Pro Wrestling Japan y que usó en su combate en el Tokyo Dome. Al día siguiente, su cuerpo fue cremado.

### Tributos
Inmediatamente después de que se diera a conocer el fallecimiento de Kimura, internacionalmente varios luchadores mandaron sus condolencias a su familia.
La empresa Ring of Honor para la cual también luchó, realizó un episodio especial en memoria a Kimura, el cual incluyó todos los combates que tuvo con ellos.
El 23 de mayo durante el evento de pago por visión de AEW Double or Nothing, la empresa le rindió homenaje a Kimura y a Shad Gaspard (quien también falleció la misma semana).
La luchadora profesional de WWE Io Shirai y quien también trabajó con Kimura comentó acerca de lo sucedido, declarando lo siguiente:

Hana era una de las luchadoras más talentosas del mundo, y esperaba verla crecer para ver hasta dónde podía llegar. Siempre recordaré su sonrisa que alegraba a cualquiera en cualquier lugar al que entrara. Es muy importante que todos nos amemos y nos tratemos con respeto.

El 27 de mayo en un episodio de WWE NXT, el comentarista Mauro Ranallo también le rindió homenaje comentando:

Hablando de redes sociales, el cyberbullying nunca ha sido justificado, seamos mejores como miembros de la raza humana, descanse en poder la estrella de Joshi Puroresu, Hana Kimura.

El 29 de mayo en un episodio de WWE SmackDown, la luchadora Sasha Banks le rindió homenaje utilizando un brazalete negro que decía «HANA» en letras blancas.
El 1 de junio en un episodio de WWE Raw, la luchadora Kairi Sane y quien también trabajo con Kimura, le rindió homenaje con una sombrilla japonesa que llevaba escrito el siguiente mensaje: 

Hana-Chan, Gracias.

El 21 de junio, Stardom tuvo su primer evento después de la Pandemia por COVID-19, rindiéndole tributo a Kimura antes de su evento. Todas las luchadoras del roster salieron a rodear el área del ring para realizar un ten-bell salute (el cual es un tributo que se hace tocando la campana que se utiliza antes y después un combate de lucha libre para honrar a un luchador profesional que ha fallecido, especialmente cuando muere siendo un miembro activo de una empresa o promoción luchística, o un exmiembro distinguido).
El 2 de septiembre en un episodio de AEW Dynamite, el luchador Kenny Omega también le rindió homenaje portando su camiseta.
El 31 de marzo de 2021, Kyoko Kimura, madre de Hana, estableció una organización anti-bullying sin fines de lucro a la cual le puso el nombre, Remember Hana (en español, Recuerda a Hana). Más tarde ese año, el 23 de mayo, Kyoko celebró el Espectáculo Conmemorativo de Hana Kimura en honor a su difunta hija.

## Campeonatos y logros
- Dramatic Dream Team
  - Ironman Heavymetalweight Championship (1 vez)[15][91]

- JWP Joshi Puroresu
  - JWP Junior Championship (1 vez)[91]
  - Princess of Pro-Wrestling Championship (1 vez)[91]
  - JWP Junior Title Tournament 2016
  - JWP Princess of Pro-Wrestling Tournament 2016

- Pro Wrestling Illustrated
  - Situada en el N°60 en el PWI Female 100 en 2018[92]
  - Situada en el N°61 en el PWI Female 100 en 2019[93]

- World Wonder Ring Stardom
  - Artist of Stardom Championship (2 veces) – con Kagetsu y Kyoko Kimura (1), Jungle Kyona y Konami (1)[91]
  - Goddess of Stardom Championship (1 vez) – con Kagetsu (1)[91]
  - 5★Star GP (2019)[94]
  - Best Tag Team Award (2017) con Kagetsu[95]
  - Fighting Spirit Award (2019)[96]